# Stanisława Przybyszewska
Pour les articles homonymes, voir Przybyszewski.
Œuvres principales
L'Affaire Danton
Stanisława Przybyszewska est une écrivaine polonaise, née le 1er octobre 1901 à Cracovie en Pologne et morte le 15 août 1935 à Dantzig (devenue, depuis, Gdańsk, en Pologne). Si son nom n'est pas connu en France, son œuvre, pourtant, l'est. Passionnée par la Révolution française, elle est l'auteur de la pièce de théâtre L'Affaire Danton, qui fut portée au cinéma en 1983 par Andrzej Wajda, sous le titre Danton, avec, dans le rôle-titre, Gérard Depardieu. Andrzej Wajda a toutefois pris quelques libertés avec l'œuvre originale, d'une part en donnant le mauvais rôle à Robespierre, qu'au contraire Stanisława Przybyszewska adulait, et d'autre part, en déformant quelque peu l'histoire réelle de la Révolution française, celle-ci lui servant de métaphore et de parabole aux évènements politiques affectant à l'époque la Pologne.

## Enfance

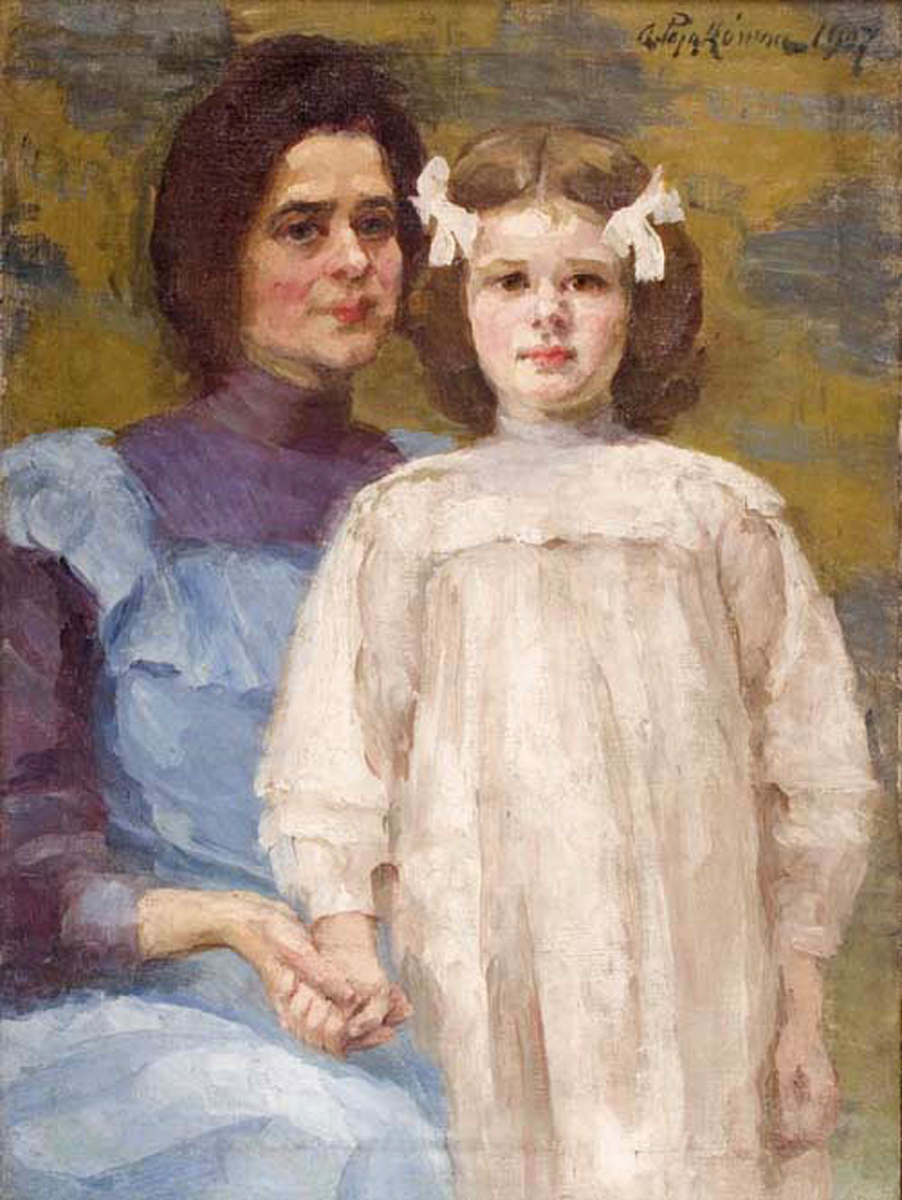
Aniela Pająkówna avec sa fille Stanisława Przybyszewska. Autoportrait par Aniela Pająkówna. Huile sur toile de 1907.

Née en 1901, Stanisława Przybyszewska est la fille illégitime de l'artiste Aniela Pająk, une peintre impressionniste, et de Stanisław Przybyszewski, écrivain, poète et dramaturge polonais, dont elle ne porte le nom que vingt ans plus tard. C'est le célèbre chef de file de l'école moderniste de la Belle époque, directeur de la revue littéraire Zycie. Spécialiste de Chopin, thème sur lequel il a prononcé de nombreuses conférences, Stanisław Przybyszewski est également pianiste. Libertin, ses amours sont tumultueuses. Il se marie, mais sa première épouse est assassinée par un jeune exalté. Il a également de nombreuses maîtresses, dont la mère de Stanisława, Aniela Pająk, à qui il ne laisse rien d'autre que quelques lettres, qualifiées de « névropathiques », et des demandes d'argent. Stanisław Przybyszewski est aussi morphinomane, et il meurt en 1927 des conséquences de sa dépendance aux narcotiques. 
Pendant son enfance, Stanisława Przybyszewska voyage à travers l'Europe avec sa mère. Ainsi, elle vit à Lviv (Ukraine), à Zurich, Vienne (Autriche) et Paris, où elle est placée quelque temps en pension. Elle peut ainsi apprendre, durant ses voyages, l'anglais, le français et l'allemand, langues qu'elle maîtrise toutes trois très bien. Son éducation est libre, athée et cultive l'indépendance. Durant ses études, Stanisława Przybyszewska apprécie particulièrement Corneille et Shakespeare.
Mais sa mère meurt prématurément d'une pleurésie, en 1912, alors que la jeune Stanisława n'est âgée que de onze ans. L'enfant est d'abord confiée à une de ses tantes polonaises, avant de retourner chez son père avec qui elle vit jusqu'en 1919. C'est lui qui l'initie à la morphine, dont elle abuse rapidement, alors qu'elle n'est qu'une jeune étudiante, inscrite à l'université de Poznań. Son père, qu'elle admire et vénère, pense que la morphine stimule la créativité.

## Jeunesse bohème
À l'université, elle étudie la philosophie, mais s'adonne aussi à la drogue et à l'alcool. Pour gagner sa vie, elle travaille également, d'abord dans un bureau de poste, puis comme institutrice. Mais durant ses études, elle fait une dépression nerveuse, due à un conflit avec son père, qui décide, en raison de son caractère instable et inconstant, de partir vivre à Dantzig, et d'y devenir fonctionnaire. Ce conflit conduit Stanisława Przybyszewska à passer de l'admiration absolue de son père à une sorte de révulsion. Dans les lettres qu'elle a laissées, Stanisława Przybyszewska a décrit, à propos de son père, ce glissement de l'adoration vers la déception : « Ce seul homme pouvait devenir tout pour moi : mon compagnon le plus proche, mon confident, mon guide. Je me mis à l’aimer d’un amour fou, juvénile, exclusif… Je n’avais pas d’autre désir que de le retrouver et de me confier à lui… Mais ensuite, je le connus en tant qu’homme… ».
Son père parti, elle se retrouve à nouveau seule et décide d'abandonner ses études. Elle part alors un temps à Cracovie, vivant de façon bohème, comme une artiste. Mais sa fréquentation des milieux communistes lui vaut une arrestation et une incarcération pendant quatre mois, avec des prostituées et des délinquantes. Cet épisode de sa vie émousse ses nerfs déjà très fragiles et la marque profondément.

## Mariage et veuvage
(décembre 2024).
En 1921, Stanisława Przybyszewska se marie avec Jan Panieński (pl), un artiste qu'elle a rencontré à Cracovie, également dépendant aux stupéfiants, et qui travaille dans un lycée. Elle a souhaité cette union principalement pour fuir la solitude. Mais le bonheur matrimonial est de très courte durée, en raison notamment de l'addiction aux drogues de Jan, qui le rend irascible et caractériel. Le couple se sépare donc très rapidement. Jan meurt seulement trois ans après leur mariage, en 1924, à Paris, d'une overdose de morphine.

## Une vie de solitude
(décembre 2024).
À partir de son veuvage, Stanisława Przybyszewska sombre dans une solitude sévère. Sa vie est de plus en plus précaire. Elle subsiste grâce à quelques cours de langues qui parviennent à peine à la faire vivre. Après la mort de son mari, elle décide de se consacrer entièrement à la littérature. Elle réalise en effet qu’écrire constitue sa vocation, et elle passe le reste de sa courte vie à se dévouer à cette activité. Elle désire fanatiquement démontrer que, sur ce terrain littéraire, elle peut finalement battre son père, et être meilleur écrivain que lui.
Et c'est aussi précisément à cette époque de sa vie qu'elle se plonge totalement dans la Révolution française, au point d'en être obsédée. Ses choix littéraires, en tant qu'auteur, se limitent exclusivement à ce sujet, et surtout à Maximilien de Robespierre qu'elle vénère. Elle est tellement dévorée par sa passion de la Révolution qu'elle date ses lettres à l'aide du calendrier républicain. Les destinataires de ses missives sont très divers, notamment les célèbres écrivains Thomas Mann, Georges Bernanos ou encore Jean Cocteau (lettres pouvant être lues dans l'ouvrage de Jadwiga Kosicka et Daniel Charles Gerould, A life of solitude. Stanisława Przybyszewska. A biographical study with selected letters, Evanston (Illinois), Northwestern University Press, 1989). Sa passion dévorante pour cette période de l'histoire de France a sans doute pour point de départ la lecture d'une pièce de Georg Büchner, La Mort de Danton, écrite en 1835, bien que pourtant elle déteste l'approche dantoniste de l'auteur. En effet, Stanisława Przybyszewska est au contraire très influencée par l'école robespierriste d'Albert Mathiez.

## Obsédée par Robespierre
(décembre 2024).
Bien que sa célèbre pièce de théâtre porte le nom de Danton, Stanisława Przybyszewska est en réalité complètement obsédée par Robespierre, qui en est le véritable héros. Dans ses écrits, elle met en avant ses vertus et son caractère visionnaire, Robespierre ayant prédit, avec grande clairvoyance, les évènements futurs qu'il pressent. Elle est comme « possédée » par lui.
« J'ai la certitude, écrit-elle dans un courrier à un ami, que je comprends Robespierre mieux que n'importe qui dont j'ai lu les travaux lui étant consacrés ». Stanisława Przybyszewska attribuait notamment à Robespierre ses propres opinions communistes et elle était convaincue qu'il avait prédit la désastreuse montée du capitalisme, qu'elle abhorrait. En 1929, dans une lettre, elle écrit : « Je suis aujourd'hui encore, plus amoureuse de Robespierre qu'il y a cinq ans. (...) Grâce à cet homme, j'ai découvert la morale, la conception spirituelle la plus élevée de l'homme ».
Robespierre a toujours été l'objet central de sa vie, de ses fantasmes obsessionnels, et de ses écrits. Il est le héros des deux œuvres de Stanisława Przybyszewska qui nous sont connues : L'Affaire Danton, terminée en 1929, et une seconde pièce de théâtre, qu'elle a commencée plus tôt, Thermidor, mais qui est restée inachevée lors de sa mort, en 1935.

## Une mort solitaire
(décembre 2024).
De plus en plus pauvre, elle passe ses dernières années dans un tout petit appartement de Dantzig, une sorte de baraquement à la plomberie sommaire et dépourvu de chauffage. Elle en est réduite à recouvrir ses aliments de lysol (un solvant ménager) pour essayer de les conserver plus longtemps. Mentalement instable, terriblement fragile, tant physiquement que psychologiquement, elle se consacre corps et âme à écrire sur la Révolution et à réhabiliter la mémoire de Robespierre. Coupée du monde réel, loin de ce XXe siècle qu'elle déteste, elle se réfugie dans son monde imaginaire, dans la fin du XVIIIe siècle français, avec la mémoire des révolutionnaires morts depuis longtemps. Épuisée par les privations, la faim, le froid et les drogues, elle meurt finalement, seule et dans l'anonymat le plus complet, six semaines à peine avant ses 34 ans.

## Postérité

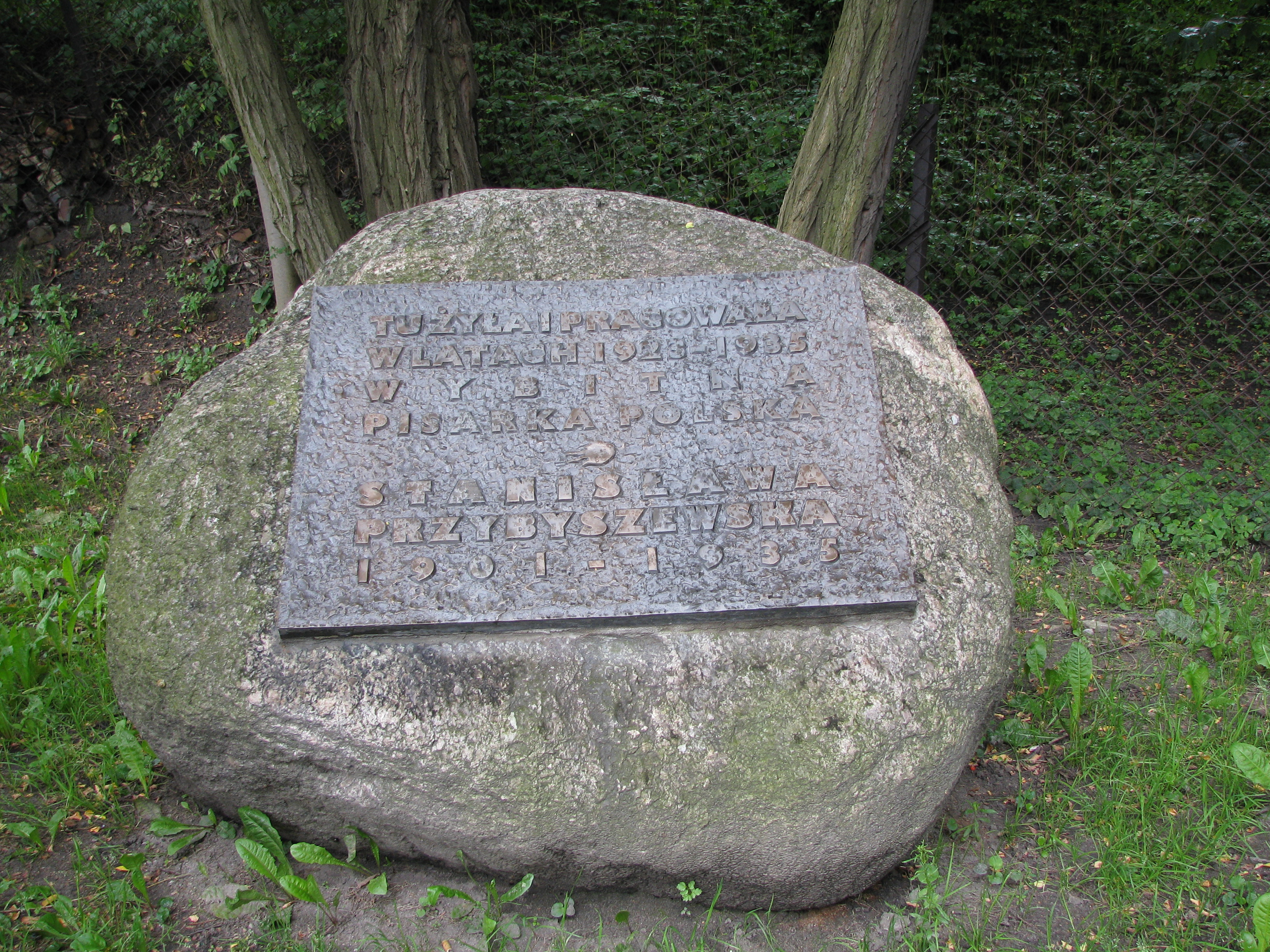
Pierre commémorative à l'ancien (actuellement Centre de formation continue Maréchal J. Piłsudski).

Stanisława Przybyszewska est morte inconnue de ses contemporains. Il a fallu attendre plusieurs décennies pour que ses œuvres soient exhumées et tirées de l'oubli. Ce n'est qu'en 1967 qu'un metteur en scène polonais, Jerzy Krakowski, découvre dans des archives la pièce L'Affaire Danton, ouvrage abondamment raturé et très difficile à lire. Mise en scène, la pièce est un succès. Elle connaît alors des traductions dans plusieurs langues, avant d'être adaptée pour le cinéma en 1983 par Andrzej Wajda, sous le titre raccourci de Danton.
Quant à l'histoire de sa vie, elle demeure globalement méconnue.  Daniel C. Gerould (en) (1928 – 2012) et son épouse Jadwiga Kosicka lui ont consacré un ouvrage en 1989, intitulé Une vie de solitude, biographie regroupant des lettres sélectionnées écrites par Stanisława Przybyszewska. La personnalité de la jeune femme est ainsi révélée dans toute son émotivité et sa passion à travers sa correspondance.
Mais la meilleure perception de la personnalité de Stanisława Przybyszewska a sans doute été donnée par une autre romancière. L'auteure Hilary Mantel a écrit dans la London Review of Books, une phrase très juste et très poétique sur la vie et la mort de Stanisława Przybyszewska : « la tuberculose, la morphine et la malnutrition ont été reconnues comme étant les causes de sa mort. Mais Stanisława Przybyszewska aurait certainement pu être plus justement diagnostiquée comme la femme qui est morte de Robespierre », c'est-à-dire morte de cette maladie d'aimer obsessionnellement Robespierre, tout en excès, jusqu'à la folie.

## Publications traduites en Français
- Stanisława Przybyszewska, L'Affaire Danton, L'Âge d'homme, coll. « Classiques slaves », 1982, 198 p. (ISBN 2-8251-2073-1, lire en ligne) (traduction et présentation de Daniel Beauvois).